# منطقة وصاية غيانيار
منطقة وصاية غيانيار (بالإندونيسية: Kabupaten Gianyar)‏ هي منطقة وصاية تقع في مقاطعة بالي بإندونيسيا. تبلغ مساحتها 368 كيلومتر مربع بينما يبلغ عدد سكانها 470,380 نسمة حسب إحصاء سنة 2010 مما يجعلها ثاني أعلى منطقة وصاية في بالي من حيث عدد السكان (بعد بادونغ) وحوالي 98% من السكان يدينون بالهندوسية. قرية أوبود السياحية الشهيرة تقع ضمن المنطقة.